# Officina ferrarese
Officina Ferrarese è un saggio critico di Roberto Longhi, pubblicato a Roma nel 1934. 

## Contenuto
Lo scritto è una rilettura della mostra Esposizione della Pittura ferrarese del Rinascimento, tenutasi a palazzo dei Diamanti a Ferrara nel 1933 sulle opere pittoriche del rinascimento ferrarese tra il XV secolo e il XVI secolo. Il testo ricorda la sorte che lo straordinario patrimonio artistico della città di Ferrara ebbe - finendo irreparabilmente disperso o distrutto - nel 1598 con la fine del ducato della dinastia degli Este e la sua devoluzione allo Stato Pontificio, inizio secondo il Longhi di un secolare declino.
Nel 1940 Longhi pubblicò un supplemento al volume. Nell'edizione del 1956 aggiunse altre pagine scritte tra il 1940 e il 1955.

## Analisi
La capacità di Longhi è quella di inserire l'opera d'arte nel suo contesto descrivendola anche in termini narrativi di alta fattura.

## Edizioni
- Officina Ferrarese, Roma, Edizioni d'Italia, 1934.
- Ampliamenti nell'Officina Ferrarese, Firenze, Sansoni, 1940.
- Officina Ferrarese (1934-1955), Collana Opere di Roberto Longhi vol. V, Firenze, Sansoni, 1956.
- Officina Ferrarese (1934-1955), a cura di A. Boschetto, Collana Biblioteca, Firenze, Sansoni, 1975-1992.
- Officina ferrarese. Seguita dagli «Ampliamenti» e dai «Nuovi ampliamenti», Con uno scritto di Daniele Benati, Collana Carte d'artisti n.181, Abscondita, 2019, ISBN 978-88-841-6590-9.